# Willi Holdorf
Willi Holdorf  (Blomesche Wildnis, 17 februari 1940 – Achterwehr, 5 juli 2020) was een Duitse atleet uit Sleeswijk-Holstein, die zich toelegde op de meerkamp. Hij nam eenmaal deel aan de Olympische Spelen en veroverde bij die gelegenheid de gouden medaille.

## Loopbaan

### Bij toeval in de atletiek
Holdorf kwam eigenlijk bij toeval in de atletiek terecht. Hij speelde aanvankelijk voetbal en handbal, totdat hij op achttienjarige leeftijd bij de West-Duitse staatskampioenschappen de sprint won. Daarna pakte hij ook het polsstokhoogspringen en discuswerpen op. Toen hij zijn resultaten eens vergeleek met wat je moest presteren voor een goede tienkamp, besloot hij om ook die uitdaging aan te gaan. Hij werd prompt tweemaal Duits jeugdkampioen en voldeed bijna nog aan de toelatingseis voor de Olympische Spelen van 1960 ook. Intussen was hij begonnen aan een studie aan de Sportuniversiteit van Keulen.

### West-Duits tweevoudig kampioen
Vanaf 1961 behoorde Holdorf tot de top van de West-Duitse tienkampers. Zijn prestaties op de West-Duitse kampioenschappen van 1961 tot en met 1964 wijzen dit ook uit: tweemaal werd hij kampioen en eveneens tweemaal werd hij derde. Bij zijn eerste grote toernooi, de Europese kampioenschappen van 1962 in Belgrado, eindigde hij als derde West-Duitser op de vijfde plaats, achter de als vierde finishende Nederlander Eef Kamerbeek.

### Olympisch goud in Tokio
Het hoogtepunt in de loopbaan van Holdorf volgde op de Olympische Spelen van 1964 in Tokio. Op de olympische tienkamp gaf hij op de eerste dag al direct blijk van zijn ambities door op de 100 en 400 m met respectievelijk 10,7 s en 48,2 s de snelste tijden van het hele deelnemersveld te laten noteren. Hij ging na de eerste dag dan ook aan de leiding met als voornaamste tegenstanders de Estische Sovjet-atleet Rein Aun en zijn landgenoot Hans-Joachim Walde.
 Op de tweede dag was Holdorf de snelste van de drie op de 110 m horden en bouwde hij met de discus zijn voorsprong verder uit. Vervolgens ging het drietal bij het polsstokhoogspringen min of meer gelijk op, maar kwamen Walde en Aun door betere speerworpen weer dichterbij. Aun, die een goede 1500 m kon lopen, rook zijn kans, al zou die dan wel met ruim achttien seconden voorsprong op Holdorf moeten zien te finishen, wilde hij hem verslaan. Na de start nam Aun direct de benen, terwijl Holdorf en Walde aanvankelijk gelijk op gingen. Halverwege de race liet Walde Holdorf achter zich in een poging om tweede te worden. Volgens de verslaggever van De Athletiekwereld "sukkelt Holdorf zelf als een oud geworden man over de baan, zijn hoofd lijkt zo van zijn hals te rollen, hij suizebolt." Terwijl Aun moedig doorzette en uiteindelijk 4.22,3 op de klokken liet zetten, zwaaide Holdorf, nadat Walde op weg naar de finish weer tot achter hem was teruggevallen, als een dronken man over de baan, om ten slotte tollend in laan 4(!) te finishen in 4.34,3. Van de achttien seconden waren er nog 6,3 over, voldoende voor Holdorf om als kampioen te worden bekroond. Het duurde even, voordat de ter aarde gestorte Duitser zich dat realiseerde… De hegemonie van de Amerikanen, die sinds de Olympische Spelen van 1932 onafgebroken goud op de tienkamp hadden veroverd, was doorbroken. Het leverde hem in eigen land de onderscheiding 'Sportman van het jaar 1964, op.

### Successen als trainer en bobsleeër
Holdorf zou hierna nooit meer aan een tienkamp op internationaal niveau deelnemen. Dat hij op dit gebied desondanks nog wel kon meekomen bewees hij jaren later, toen hij in 1969 bij een tienkamp in Leverkusen nog een keer 7170 punten bijeensprokkelde.
Overigens richtte hij zich op het trainerschap. Zo begeleidde hij enkele Duitse polsstokhoogspringers en een hordeloper en werd hij coach van de Duitse voetbalclub SC Fortuna Köln. Daarnaast wierp hij zich met succes op het bobsleeën. Samen met Horst Floth werd hij in 1973 tweede bij de Europese kampioenschappen in Cervinia en vierde op het wereldkampioenschap tweemansbobsleeën.
In 2011 werd Holdorf opgenomen in de 'Hall of Fame des deutschen Sports'.

### Privé
Holdorf was eerst getrouwd met de handbalster Doris von Jutrzenka. Hun zoon Dirk Holdorf werd profvoetballer. Vanaf eind 2002 was hij getrouwd met Sabine Holdorf-Schust, die van april 2009 tot januari 2013 directeur was van THW Kiel Handball-Bundesliga Verwaltungs GmbH.

## Titels
- Olympisch kampioen tienkamp – 1964
- West-Duits kampioen 200 m horden – 1962
- West-Duits kampioen tienkamp – 1961, 1963
- West-Duits indoorkampioen 400 m – 1963

## Persoonlijke records
| Discipline | Prestatie | Datum              | Plaats |
| ---------- | --------- | ------------------ | ------ |
| tienkamp   | 7887 p    | 19/20 oktober 1964 | Tokio  |

## Palmares

### 50 m
- 1962:  West-Duitse indoorkamp. – 5,8 s

### 60 m
- 1965:  West-Duitse indoorkamp. – 6,8 s

### 400 m
- 1963:  West-Duitse indoorkamp. – 49,2 s

### 200 m horden
- 1962:  West-Duitse kamp. – 24,0 s
- 1963:  West-Duitse kamp. – 23,7 s

### tienkamp
- 1961:  West-Duitse kamp. – 7238 p
- 1962:  West-Duitse kamp. – 7676 p
- 1962: 5e EK in Belgrado - 7355 p
- 1963:  West-Duitse kamp. – 8085 p
- 1964:  West-Duitse kamp. – 7974 p
- 1964:  OS – 7887 p

### 4 x 100 m
- 1961:  West-Duitse kamp. – 41,2 s

### 4 x 400 m
- 1962:  West-Duitse indoorkamp. – 3.21,5

## Onderscheidingen
- Duits sportman van het jaar - 1964
- Hall of Fame des deutschen Sports - 2011

1904: Tom Kiely ·
1912: Jim Thorpe ·
1920: Helge Løvland ·
1924: Harold Osborn ·
1928: Paavo Yrjölä ·
1932: James Bausch ·
1936: Glenn Morris ·
1948: Bob Mathias ·
1952: Bob Mathias ·
1956: Milt Campbell ·
1960: Rafer Johnson ·
1964: Willi Holdorf ·
1968: Bill Toomey ·
1972: Nikolaj Avilov ·
1976: Bruce Jenner ·
1980: Daley Thompson ·
1984: Daley Thompson ·
1988: Christian Schenk ·
1992: Robert Změlík ·
1996: Dan O'Brien ·
2000: Erki Nool ·
2004: Roman Šebrle ·
2008: Bryan Clay ·
2012: Ashton Eaton ·
2016: Ashton Eaton ·
2020: Damian Warner ·
2024: Markus Rooth
- Gemeinsame Normdatei: 118706446
- International Standard Name Identifier: 0000 0000 1403 1482
- Virtual International Authority File: 45096899
- WorldCat: E39PBJwxHpRKDxQK9bwg9ck7HC